# Malea pomum
Espèce
Malea pomum est une espèce de mollusques gastéropodes de la famille des Tonnidae présente dans les océans Indien et Pacifique.

## Description et caractéristiques
Taille : de 40 à 90 mm.

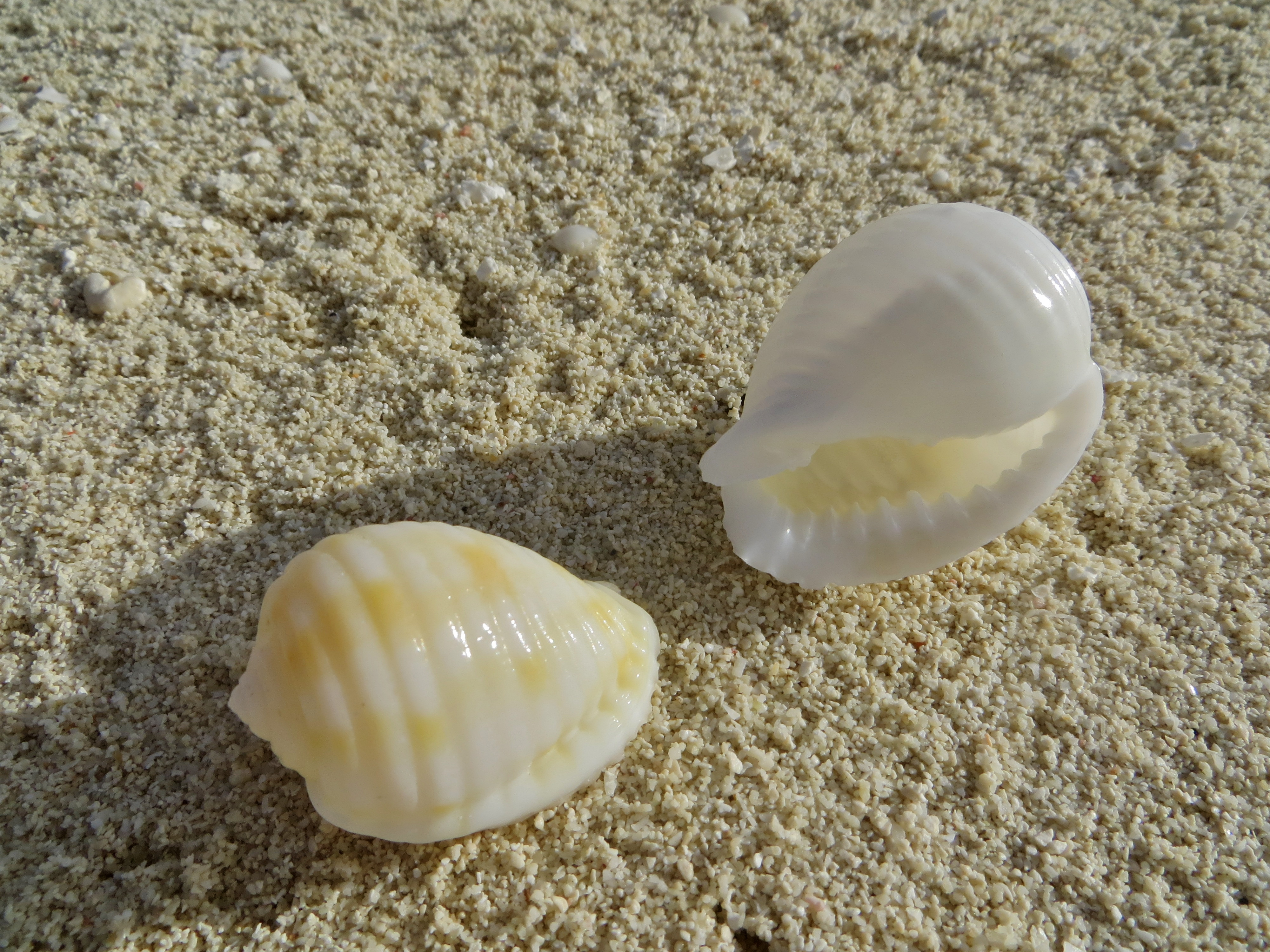
Coquilles de Malea pomum aux Maldives.

## Habitat et répartition
Cette espèce se rencontre dans l'Indo-Pacifique tropical.

## Philatélie
Cette espèce figure sur une émission d'Israël de 1977 (valeur faciale : 2 l).